# Dala (Nigéria)
Dala é uma área de governo local da Nigéria situada no estado de Cano com sede em Guamaja. Compreende uma área de 19 quilômetros quadrados e segundo censo de 2006 havia 418 777 habitantes. Seu nome deriva da colina homônima situada na região.